# D-8 (obrněné vozidlo)
D-8 bylo sovětské obrněné vozidlo vyráběné mezi lety 1932–1934. Rychle ho nahradilo vozidlo FAI. Bylo vyráběno v továrně blízko Leningradu. Obrněné vozidlo vycházelo z Fordu A, jeho výzbroj tvořil kulomet ráže 7,62 mm. Umístění kulometu bylo takové, že kulomet mohl střílet pouze za vozidlo. Obrněný automobil měl dojezd 200 km při průměrné rychlosti 30 km/h. Osádku tvořili dva muži, řidič a střelec. Síla pancíře byla 7 mm. Některá vozidla se zúčastnila bojů v Mongolsku v roce 1945.

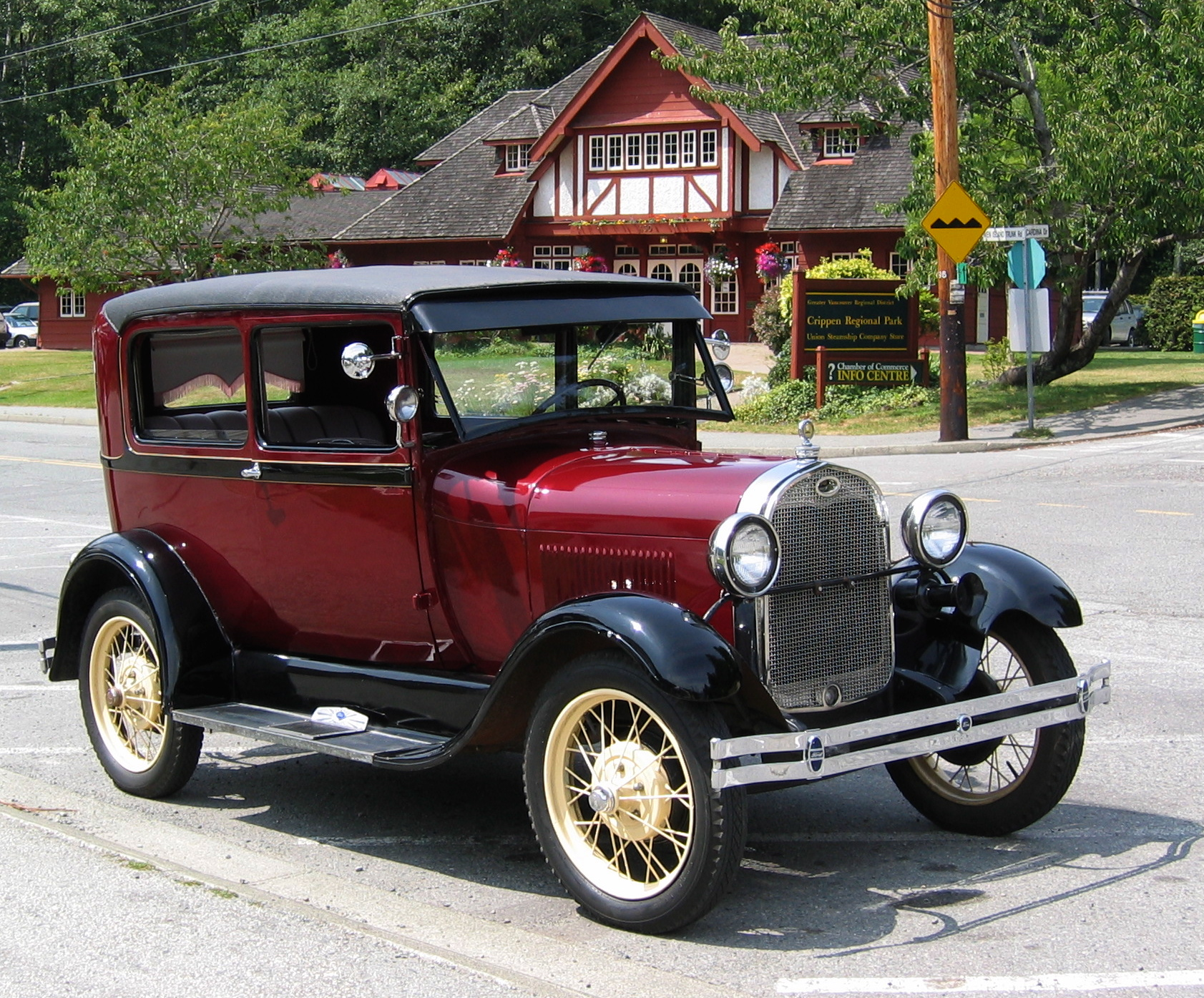
Obrněné vozidlo vycházelo z Fordu A